# Sourahata B. Semega-Janneh
Sourahata Baboucarr Semega-Janneh (* 6. November 1942 in Bathurst) ist ein gambischer Jurist, er wird mehr als vierzig Jahren Berufserfahrung als erfolgreicher und erfahrener Prozessanwalt beschrieben.

## Leben
Er besuchte die Methodist Boys High School und ging nach Erhalt seines Schulabschlusses 1961 nach Großbritannien, um Jura zu studieren. Semega-Janneh erhielt einen Abschluss in Rechtswissenschaften (LL. B.) der University of Hull (England). Er wurde als Barrister in die Honourable Society of Gray’s Inn in London aufgenommen. Er wurde 1970 in die englische und gambische Anwaltskammer berufen, er ist der Doyen der gambischen Anwaltskammer.
Die Karriere von Semega-Janneh begann, als er als leitender Angestellter im Londoner Amt für Nachlasssteuer arbeitete. In Gambia war er Anfang der siebziger Jahre als erster Master und Registrar des Obersten Gerichtshofs tätig. 1973 gründete er die Kanzlei Semega Chambers und verließ freiwillig den Staatsdienst. Von 1993 bis 1998 war er Präsident der Gambia Bar Association, der gambischen Anwaltskammer. Semega-Janneh nahm an zwei Wahlbeobachtermissionen als Teil eines Commonwealth-Team teil, zu einem die Beobachtung der Parlamentswahl in Namibia 1989 und dann die Wahlen in Malaysia 1991. Semega-Janneh wurde 2017 zum Vorsitzenden der Untersuchungskommission für die Finanzgeschäfte des ehemaligen Präsidenten Yahya Jammeh und seiner Mitarbeiter ernannt, der sogenannten Janneh Commission. Der Ausschuss bestand von Juli 2017 bis 2019.

## Mitgliedschaften
Sourahata B. Semega-Janneh war ein Gründungsmitglied der Rechtsreformkommission (Law Reform Commission of The Gambia), des Medizinischen und Zahnärztlichen Rates (Medical and Dental Council of The Gambia) und des Allgemeinen Rechtsrates (Gambia General Legal Council). Weiter war er in den 1980ern Gründungsmitglied der Afrikanischen Kommission für Menschenrechte und Rechte der Völker, in der er acht Jahre lang tätig war. Er diente viele Jahre lang als Mitglied des Regelausschusses des Obersten Gerichtshofs (Supreme Court) und des Berufungsgerichts (Court of Appeal) und war auch Mitglied des gambischen Chapters der Afrikanischen Gesellschaft für internationales Recht und Rechtsvergleichung (African Society of International and Comparative Law), die eine Zeitschrift mit juristischen Fachartikeln veröffentlicht. Auch ist er mehr als 20 Jahre Vorsitzender von Kombo Beach Hotel und war Vorstandsmitglied anderer Unternehmen.

## Publikationen
- The Ratio in Saidy Vs Saidy, is it worthy of Retention
- Banjul Properties and the Declaratory Judgment
- Code of Conduct for Legal Practitioners in the Gambia
- Why An International Bill of Rights
- The Next Constitution: Issues for Debate
- An Introduction to some Aspects of Gambian Land Law
- Proof in Land Cases